# Fiat ESV
Le Fiat ESV sono una limitata serie di automobili costruite dalla Fiat agli inizi degli anni settanta e destinate alla sperimentazione. Si trattava di prototipi, o concept car, non destinati ad una produzione in serie.
La serie è composta da tre modelli, caratterizzati dal vistoso frontale in plastica nera e contrassegnati dalla sigla ESV (dall'inglese Experimental Safety Vehicle, "veicolo di sicurezza sperimentale") e da una cifra numerica intendente il peso in libbre della vettura.

## ESV 1500

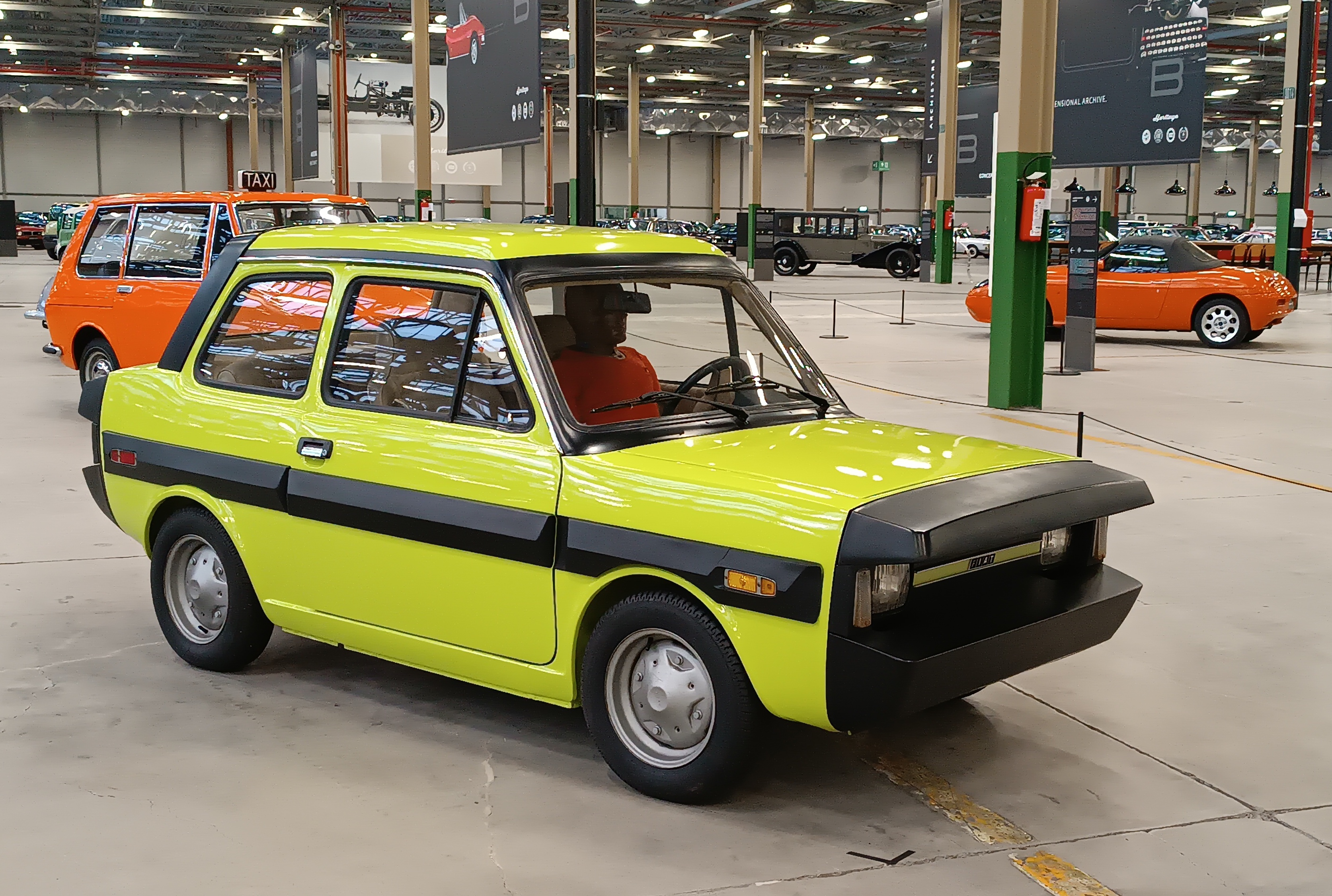
Fiat ESV 1500

La ESV 1500, motore e trazione posteriori, derivava dalla 500 (anche se mutuava molte parti della carrozzeria dalla neonata 126). Fu prodotta tra il 1972 e il 1973 in 13 esemplari.

## ESV 2000

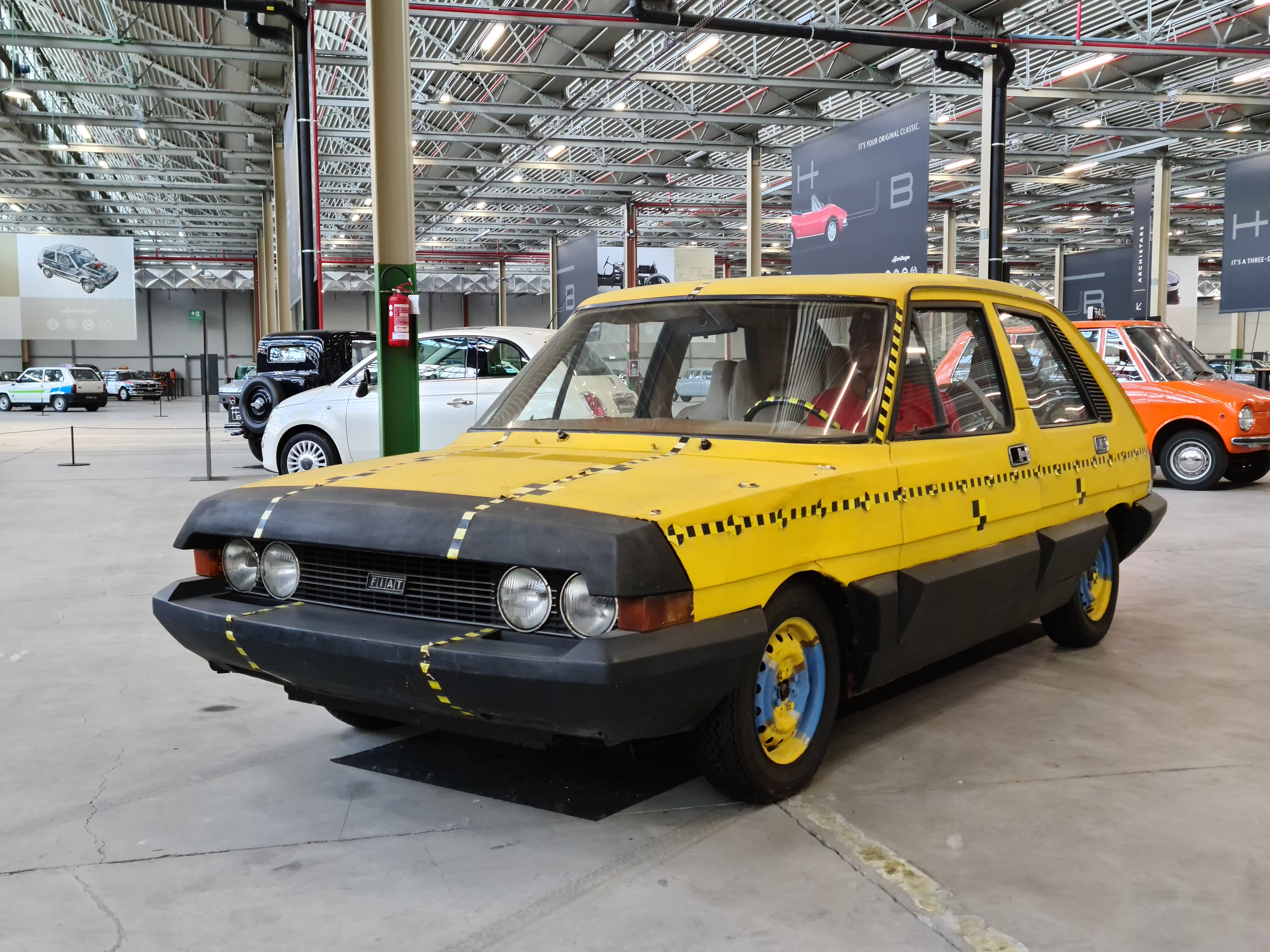
Fiat ESV 2000

La ESV 2000 derivava invece dalla 128, avendo così 5 porte e la meccanica anteriore. La cilindrata era la stessa della 128 (1290 cm³) ma il peso risultava superiore di ben 360 kg.

## ESV 2500

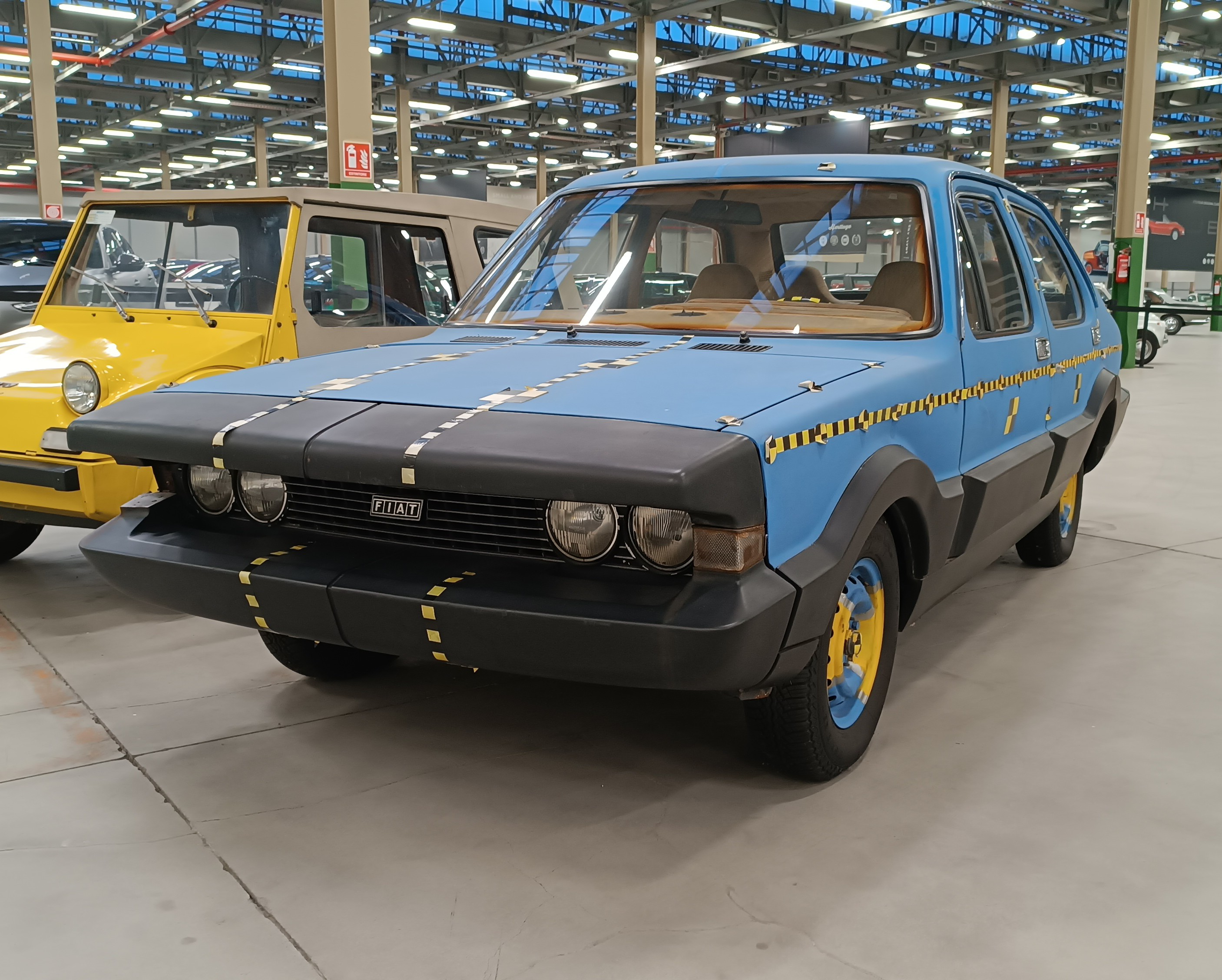
Fiat ESV 2500

La ESV 2500 era figlia della 124 e presentava motore anteriore e trazione posteriore. Era quasi il doppio della 124, in termini di peso, e sarebbe costata molto di più, risultando così improponibile sul mercato. Aveva una forma che richiamava molto la Peugeot 304.

## Descrizione
In tutto i mezzi ESV prodotti, fino al 1974, furono 47.
La particolarità di queste vetture era la struttura protettiva, che riguardava il tetto, il pianale e il contorno.
È da tenere presente che la FIAT non fu la sola costruttrice di ESV. Anche altre aziende del settore fecero sperimentazioni nel campo della sicurezza automobilistica. Nessuno dei modelli ideati fu prodotto in serie.